# Birgitta Rydle
Märta Birgitta Rydle, född Wallin 25 juli 1928 i Alsens församling i Jämtlands län, död 2 november 2012 i Västerhaninge-Muskö församling i Stockholms län, var en svensk ämneslärare och moderat politiker. Hon var riksdagsledamot 1977–1988 samt 1989–1991, invald i Stockholms läns valkrets. Hon hade tidigare varit ersättare 1974 och 1976–1977. I riksdagen var han ledamot av Utbildningsutskottet.